# Мокудзики
Мокудзики Миоман Сёнин (яп. 木喰, 木喰明満上人, 5 июня 1718, Каи, современная префектура Яманаси, остров Хонсю, Япония — 1810, Япония) — японский скульптор, поэт и буддийский проповедник. Являлся продолжателем традиции народной японской скульптуры из дерева.

## Биография
Скульптор родился в зажиточной крестьянской семье в 1718 году в современной префектуре Яманаси. До настоящего времени сохранился дом семьи Мокудзики. В подростковом возрасте (14 лет) он тайком покинул свой дом, некоторое время жил в Эдо, а затем, разочаровавшись в мирской суете, уехал в Канто, где в 22 года стал странствующим буддийским проповедником (его пребывание зафиксировано на островах Сикоку, Садо, Кюсю, Хонсю), приняв обет отказаться от употребления мяса. Отсюда и имя Мокудзики (в переводе с японского «растительная пища» или «вкушающий растительную пищу»). Свои работы он в это время подписывал «Бредущий по дорогам Мокудзики».
В своих странствованиях Мокудзики обошел почти всю Японию. В настоящее время его деревянные статуи находят в самых различных местах страны. Наибольшее их количество сохранилось на территории Южного Хоккайдо. Сюда Мокудзики прибыл в 1778 году. Здесь он прожил два года. Работал Мокудзики, по свидетельству своих современников, исступленно, с фантастической скоростью. Документы свидетельствуют, что за день он мог вырезать четыре большие деревянные статуи (до полуметра высотой). По свидетельствам современников он был человеком, которому свойственны мелкие человеческие слабости и грехи.
Мокудзики создал скульптурные портреты монахов-мыслителей Кукая и Догэна, неоднократно вырезал и «автопортреты». В своих поздних работах он изображал себя с нимбом. Японский философ Умэхара Такэси объясняет это тем, что Мокудзики ощущал себя бодхисаттвой.
В конце своей жизни Мокудзики создал скульптуры 16 архатов для храма Сэйгэндзи в Тамба. К этому времени ему исполнилось 89 лет. Он обладал экстравагантной внешностью и непредсказуемым поведением. Настоятель монастыря Сэйгэндзи Буцуама-осё в своих «Записках об истории 16 архатов» так описывает встречу со скульптором:

«[Он] был не похож ни на монаха, ни на мирянина, и я засомневался, кто это — оборотень или просто сумасшедший»— Тэцуо Ямаори. Лицо: Портрет и культура Японии
По мнению искусствоведов, фигура Адзита из этого цикла, с огромными ушами и густой бородой клинышком, является скульптурным автопортретом Мокудзики.
Незадолго до смерти, в 89 лет, Мокудзики, познакомившись с учением китайских мудрецов Лао-цзы и Чжуан-цзы и увлёкшись им, сменил своё имя «Бодхисаттва Мокудзики, соблюдающий пять заповедей» (это имя он принял в возрасте 76 лет) на «Просветленный отшельник Мокудзики». По мнению японского философа  и искусствоведа Ямаори Тэцуо три имени скульптора отражают его три этапа биографии: аскет, бодхисаттва и отшельник-мудрец.
Скульптор скончался в 1810 году. Место его смерти и могила неизвестны.

## Особенности творчества
Работы скульптора вписываются в традицию японской деревянной скульптуры и отличаются от ортодоксальной буддийской традиции. Стиль Мокудзики отличается и от стиля его предшественника Энку. Для работ Мокудзику в большей степени характерны округлые мягкие линии, внимание к деталям. При этом фигуры характеризуют простонародные типажи. Мокудзику разрушал каноны, сковывавшие развитие японской скульптуры, запечатлевал реальные черты простых людей своего времени. Его работы, особенно поздние, исполнены мягким незлобивым юмором.
Современный искусствовед пишет:

«Если для Энку неким идеалом, от которого он отталкивался, был образ ребенка, то... Мокудзики более привлекал тип старика. На лицах скульптур Энку блуждает детская простодушная улыбка, а вырезанные Мокудзики фигурки отмечены духом старости. Особенность стиля Мокудзики — удивительная объемность его скульптур, переполняющая их энергия. Обнаженная, причудливо изогнутая, почти гротескно подчеркнутая плоть. Мощные негнущиеся руки и ноги, вздымающаяся грудь, просторные одеяния. Из гладкой поверхности дерева он творил свою вселенную, в ней клокочет ярость, оттуда доносятся раскаты неистового хохота. Его скульптуры пропитаны дыханием пахнущих землей крестьян, в них бушует стихия обычаев, питаемых вечным противоборством с землей»
— Тэцуо Ямаори. Лицо: Портрет и культура Японии
Трактовки лица Энку и Мокудзики также различна, хотя общей их чертой является загадочная улыбка. Она отличается и от мудрой и спокойной улыбки средневековой японской маски старца. У статуй Энку детская улыбка, а у Мокудзики — старческая (хотя присутствуют и отдельные черты внешности ребёнка и женщины). Даже изображениям бодхисаттвы Дзидзо в облике младенца он придавал старческую внешность (обычно это объясняют влиянием синтоистской художественной традиции). Мокудзики пытался передать изначальную чистоту Будды и бодхисаттв в образе старца. Эту чистоту он находил в лицах простых японских крестьян. Лица имеют широкие брови, узкие полуприкрытые глаза с опущенными краями, мясистый и широкий нос, полные губы.

## Изучение творчества
Крестьяне, для которых Мокудзики вырезал своих будд, относились к ним с глубоким почтением, но не понимали их высоких художественных достоинств. По словам самих крестьян, в детстве они играли буддами Мокудзики, принимая их за кукол, настолько они не похожи на традиционные буддийские изображения.
Скульптор был забыт. Скульптура Мокудзики получила известность в Японии в начале 20-х годов XX века благодаря Янаги Соэцу. Проводя исследования в родной провинции монаха, Янаги не обнаружил никаких его упоминаний в местных исторических сочинениях того периода. Франсуа Масе предполагает, что даже при жизни скульптора его известность, должно быть, была не велика. Янаги Соэцу был любителем и пропагандистом народного искусства, основал на свои средства Музей народного искусства в Токио. Янаги обнаружил большое количество работ Мокудзики, издал альбом фотографий этих работ, написал о скульпторе и его работах целый ряд статей.
В настоящее время на родине скульптора существует Музей Мокудзики.